# ミゲル・アンヘル・エストレージャ
ミゲル・アンヘル・エストレージャ（Miguel Ángel Estrella、旧姓：Najem、1940年7月4日 - 2022年4月7日）は、アルゼンチンのピアニスト。

## 経歴
1976年、アルゼンチンで国家再編成プロセスと呼ばれる軍事政権期間中、1976年に亡命生活に入り、1977年にはウルグアイ軍事政権により投獄され拷問を受けた。1980年に解放された。
2007年よりアルゼンチンのユネスコ親善大使に任命された。2010年にアルゼンチンの公共放送局カナル7のニュース番組「エストゥディオ・パイス・ビセンテナリオ（Estudio País Bicentenario）」でコーナーを受け持った。2013年3月にアルゼンチン上院議会で、これまでの人権保護の功績を讃えられた。